# Dioptas
Das Mineral Dioptas, wegen seiner meist tiefgrünen Färbung oft auch als Kupfersmaragd oder Kieselkupfersmaragd bezeichnet, ist ein eher selten vorkommendes Ringsilikat aus der Mineralklasse der „Silikate und Germanate“. Es kristallisiert im trigonalen Kristallsystem mit der Zusammensetzung Cu6[Si6O18]·6H2O.
Dioptas entwickelt überwiegend kurze bis lange, prismatische Kristalle, aber auch körnige Aggregate in den Farben Smaragdgrün bis Türkis. Auf den Oberflächen der durchsichtigen bis durchscheinenden Kristalle zeigt sich ein glasähnlicher Glanz. Auch seine Mohshärte von 5 entspricht der von Glas bzw. dem Referenzmineral Apatit, er lässt sich daher mit einem Messer ritzen.

## Etymologie und Geschichte

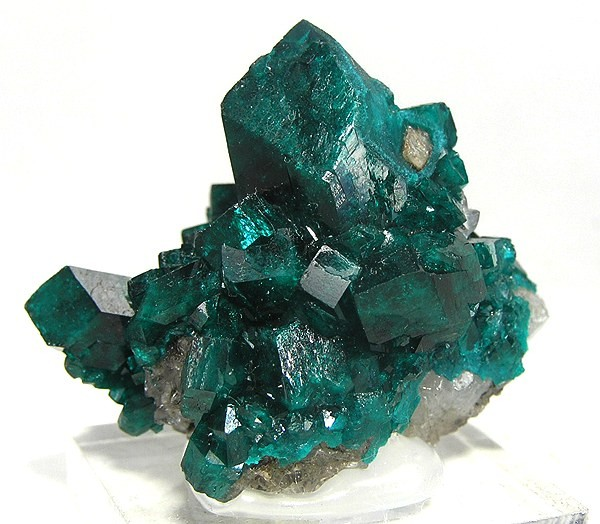
Dioptas-Stufe aus der Typlokalität Altyn-Tyube, Kasachstan (Größe: 4,1 × 3,2 × 2,4 cm)

Erstmals erwähnt wurde das Mineral 1793 durch Jean-Claude Delamétherie, der sich allerdings von dessen smaragdgrüner Farbe täuschen ließ und es für eine Abart von Smaragd hielt und entsprechend als Emeraudine bezeichnete. Korrekt beschrieben wurde das Mineral dann 1797 von Haüy, der für das Mineral den Namen Dioptas von griechisch διοπτεία für Hindurchsicht wählte. Dietrich Ludwig Gustav Karsten und Christian Samuel Weiss übersetzten Haüys Herleitung wie folgt:

„Wenn man einen dodekaëdrischen Dioptas gegen das Licht hält, so nimmt man im Innern sehr deutlich reflektirende Stellen wahr, die mit Flächen parallel gehen, welche, so viel sich sehen läßt, mit den Endkanten parallel laufen; so daß man also die Durchgänge der Blätter schon im voraus an diesen zurückstrahlenden Stellen erkennen kann, wodurch der Krystall, um mich so auszudrücken, queer durchschnitten wird. Dies drückt der Name Dioptas aus.“

Sinngemäß nimmt der Name damit Bezug auf die Eigenschaft, dass aufgrund der Lichtreflexionen die inneren Spaltflächen zu sehen sind.
Als Typlokalität gilt die Lagerstätte von „Altyn-Tyube“ (Altyn-Tube) am Fluss Altyn-Su in der Provinz Qaraghandy von Kasachstan.
Das Typmaterial des Minerals soll sich in der Mineralogischen Sammlung des Muséum national d’histoire naturelle in Paris befinden (Sammlung von Haüy, Katalog-Nr. 4969), allerdings wird diese Angabe durch den Typmineral-Katalog der International Mineralogical Association (IMA) nicht bestätigt.

## Klassifikation
Bereits in der veralteten 8. Auflage der Mineralsystematik nach Strunz gehörte der Dioptas zur Mineralklasse der „Silikate und Germanate“ und dort zur Abteilung der „Ringsilikate (Cyclosilikate)“ (Mit Sechserringen [Si6O18]12−), wo er als einziges Mitglied die unbenannte Gruppe VIII/C.09 bildete.
Im zuletzt 2018 überarbeiteten und aktualisierten Lapis-Mineralienverzeichnis nach Stefan Weiß, das sich aus Rücksicht auf private Sammler und institutionelle Sammlungen noch nach dieser alten Form der Systematik von Karl Hugo Strunz richtet, erhielt das Mineral die System- und Mineral-Nr. VIII/E.21-10. In der „Lapis-Systematik“ entspricht dies ebenfalls der Abteilung „Ringsilikate“, wo Dioptas zusammen mit Odintsovit und Chrysokoll eine eigenständige, aber unbenannte Gruppe bildet.
Die seit von der IMA zuletzt 2009 aktualisierte 9. Auflage der Strunz’schen Mineralsystematik ordnet den Dioptas ebenfalls in die Klasse der „Silikate und Germanate“ und dort in die Abteilung der „Ringsilikate (Cyclosilikate)“ ein. Diese ist allerdings weiter unterteilt nach der Art der Ringbildung und der möglichen Anwesenheit weiterer Anionen, so dass das Mineral entsprechend seiner Zusammensetzung in der Unterabteilung „[Si6O18]12−-Sechser-Einfachringe ohne inselartige, komplexe Anionen“ zu finden ist, wo es als einziges Mitglied die unbenannte Gruppe 9.CJ.30 bildet.
Auch die vorwiegend im englischen Sprachraum gebräuchliche Systematik der Minerale nach Dana ordnet den Dioptas in die Klasse der „Silikate und Germanate“, dort allerdings in die bereits feiner unterteilte Abteilung der „Ringsilikate: Sechserringe“ ein. Hier ist er als einziges Mitglied in der unbenannten Gruppe 61.01.03 innerhalb der Unterabteilung „Ringsilikate: Sechserringe mit Si6O18-Ringen; mögliche (OH) und Al-Substitution“ zu finden.

## Kristallstruktur
Dioptas kristallisiert trigonal in der Raumgruppe R3 (Raumgruppen-Nr. 148) mit den Gitterparametern a = 14,57 Å und c = 7,78 Å sowie 3 Formeleinheiten pro Elementarzelle.
Strukturell besteht Dioptas aus stark deformierten [Si6O18]-Silikatringen, deren enge Kanäle von lediglich 1,77 Å das enthaltene Kristallwasser im Gegensatz zu den Zeolithen nicht so einfach entweichen lassen bzw. absorbieren können. Durch vorsichtiges Erwärmen lässt es sich aber austreiben. Die Kristallstruktur von Dioptas zeigt, dass die sechs tetraedrischen Silicat-Anionen über ihre Sauerstoffatome zu dem Silikatring verbunden sind. An den Sauerstoffatomen, die nicht an der Ringbildung beteiligt sind, werden Cu-Atome koordiniert. Die Cu-Atome werden äquatorial von vier Sauerstoffatomen und zusätzlich von zwei Wassermolekülen zu verzerrten Oktaedern koordiniert. Diese Oktaeder sind untereinander durch gemeinsame Kanten verknüpft, so dass die Silikatringe lateral und vertikal zu einem dreidimensionalen Netzwerk verbunden sind. Die Anordnung der Oktaeder erfolgt in der Art, dass sich die Wassermoleküle in Richtung der Silikatringe ausrichten.
| Kristallstruktur von Dioptas                                                              |
| ----------------------------------------------------------------------------------------- |
| - in Richtung der kristallographischen c-Achse - Animation der Elementarzelle von Dioptas |
| Farblegende: 0 _ Cu 0 _ Si 0 _ O 0 _ H2O                                                  |

## Eigenschaften
Die Farbe des Minerals wird durch die energetische Lage der dd-Übergänge bestimmt. Diese wurden mittels eines UV-VIS-Spektrums gemessen und zuverlässig zugeordnet.
Vor dem Lötrohr ist Dioptas zwar unschmelzbar, färbt sich aber schwarz. In Salzsäure und Ammoniak ist er löslich, wobei sich Kieselsäure (Kieselgallerte) abscheidet.

## Bildung und Fundorte

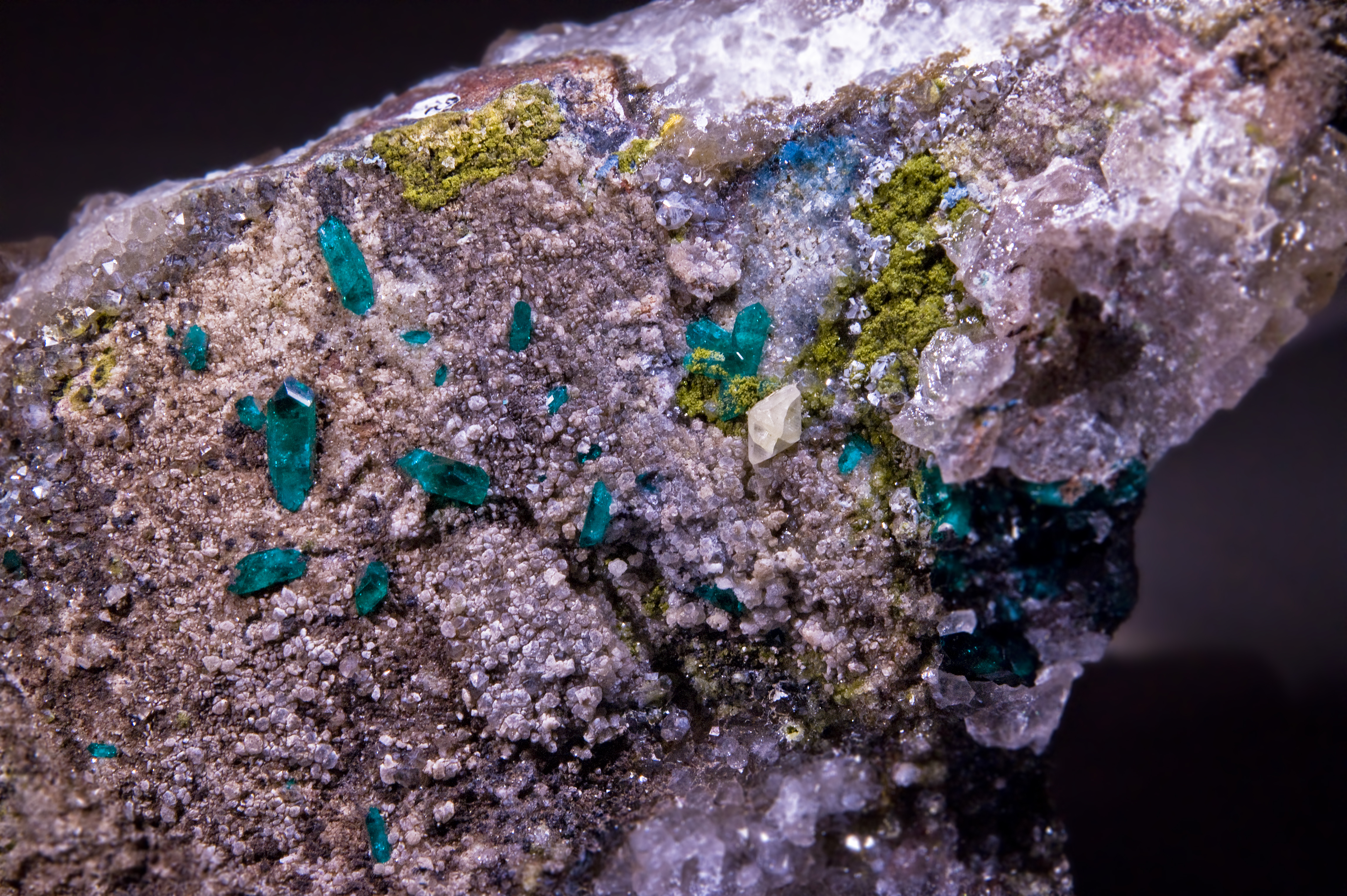
Dioptas, Cerussit (weiß) und Fornacit (grünlichgelb) aus Renéville, Republik Kongo (Gesamtgröße der Probe: 8 × 7 cm)

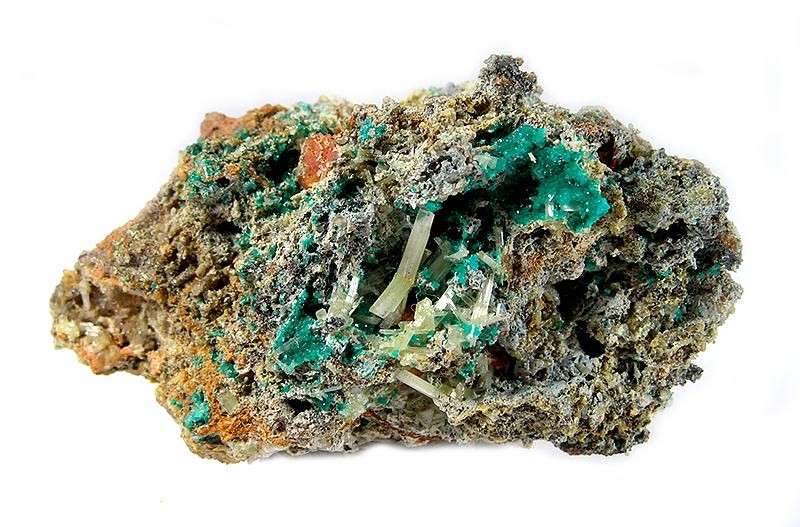
Dioptas (grün), Cerussit (weiß) und Wulfenit (orange) aus der „Mammoth-Saint Anthony Mine“, Pinal County, Arizona, USA (Größe: 6,6 × 3,8 × 3,3 cm)

Dioptas bildet sich in der Oxidationszone von Kupfer-Lagerstätten sowie in Klüften von Kalkstein, Dolomit oder Sandstein, wo er unter anderem in Paragenese mit Calcit, Cerussit, Chrysokoll, Hemimorphit, Malachit, Mimetesit und Wulfenit auftritt.
Als eher seltene Mineralbildung kann Dioptas an verschiedenen Fundorten zum Teil zwar reichlich vorhanden sein, insgesamt ist er aber wenig verbreitet. Bisher sind weltweit rund 180 Fundorte dokumentiert (Stand 2011).
Bekannt aufgrund außergewöhnlicher Dioptasfunde sind neben seiner Typlokalität Altyn-Tyube in Kasachstan unter anderem noch Tsumeb in Namibia und Renéville im Department Pool in der Republik Kongo, wo gut ausgebildete Kristalle von bis zu 5 cm Größe zutage traten.
In Deutschland fand man das Mineral unter anderem im Zinnbergwerk von Altenberg im sächsischen Erzgebirge. Ein weiterer Fundort, Sasel bei Grebin am See in Schleswig-Holstein, gilt bisher nicht als gesichert.
Weitere Fundstellen liegen unter anderem in Angola, Argentinien, Australien, Chile, Frankreich, Iran, Italien, der Demokratischen Republik Kongo, Marokko, Mexiko, Namibia, Neuseeland, Peru, der Republik Kongo, Rumänien, Südafrika, Tschechien sowie in mehreren Bundesstaaten der USA.

## Synthetische Herstellung
Die Synthese des reinen Silikates ist noch nicht gelungen. Dagegen ist die Synthese des isotypen Germanats Cu6Ge6O18·6H2O sowie eines Germanats mit bis zu 18 at-% Si Ersatz für Ge bekannt.

## Verwendung

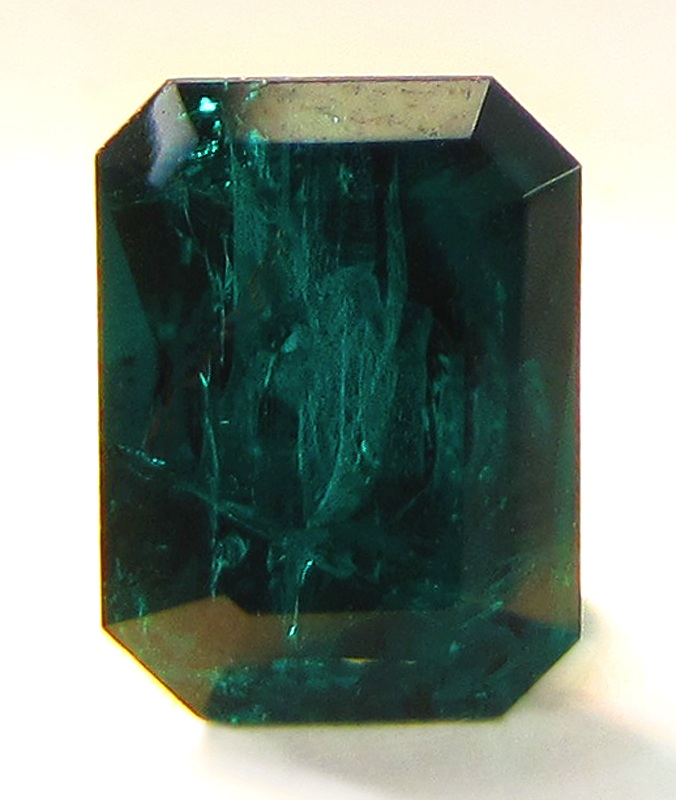
Dioptas im Achteck-Schliff

Dioptas ist als Mineral hauptsächlich für Sammler von Interesse. Zu Schmucksteinen für den kommerziellen Gebrauch wird er aufgrund seiner relativ geringen Härte, guten Spaltbarkeit und vor allem seiner großen Empfindlichkeit gegenüber jeder Art von Wärmeeinfluss (Kristallwasserverlust macht den Stein trübe und dunkel) nur sehr selten geschliffen. Das Mineral kann unter anderem mit Diopsid, Fluorit und Smaragd verwechselt werden.